# اهینگن (فرانکن وسطی)
اهینگن (فرانکن وسطی) (به آلمانی: Ehingen) یک شهر در آلمان است که در آنسباخ واقع شده‌است.